# Josh Hader
Josh Ronald Hader (né le 7 avril 1994 à Millersville, Maryland, États-Unis) est un lanceur gaucher des Astros de Houston de la Ligue majeure de baseball.

## Carrière

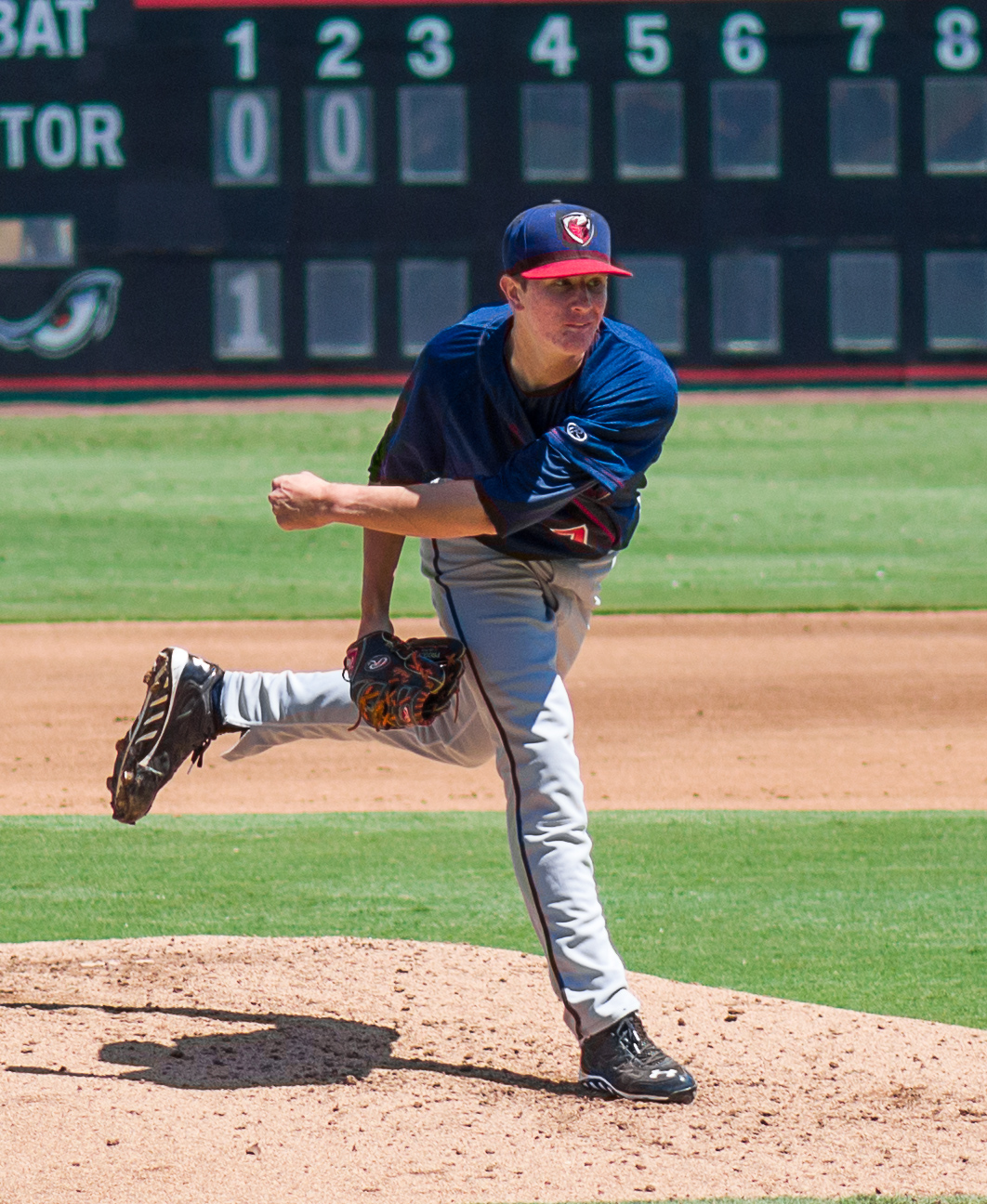
Josh Hader en ligue mineure en 2014 sous les couleurs des JetHawks de Lancaster.

### Carrière en ligue mineure

#### Orioles de Baltimore
Josh Hader est choisi par les Orioles de Baltimore au 19e tour de sélection du repêchage de 2012. Il commence sa carrière professionnelle en ligues mineures avec des clubs affiliés aux Orioles dès 2012.

#### Astros de Houston
Le 31 juillet 2013, Hader et le joueur de champ extérieur L. J. Hoes sont échangés des Orioles de Baltimore aux Astros de Houston en retour du lanceur droitier Bud Norris.
Avec les JetHawks de Lancaster, le club-école mineur de niveau A+ des Astros, Hader est nommé meilleur lanceur de la saison 2014 de la Ligue de Californie.
Il fait partie de l'équipe des États-Unis qui remporte la médaille d'argent en baseball aux Jeux panaméricains de 2015. Il est le lanceur partant de l'équipe américaine lors du match de finale perdu face au Canada mais n'est pas le lanceur perdant malgré 3 points accordés en 3 manches.

### Carrière en ligue majeure

#### Brewers de Milwaukee
Le 30 juillet 2015, les Astros de Houston échangent Hader, le lanceur droitier Adrian Houser et les joueurs de champ extérieur Brett Phillips et Domingo Santana aux Brewers de Milwaukee en retour du joueur de champ extérieur Carlos Gómez et du lanceur droitier Mike Fiers.
Hader représente les Brewers au match des étoiles du futur en juillet 2016.
Au début de  2017, Baseball America classe Hader au 33e rang de sa liste annuelle des 100 meilleurs joueurs d'avenir.
Lanceur partant dans les ligues mineures, Josh Hader fait ses débuts dans le baseball majeur comme lanceur de relève avec les Brewers de Milwaukee le 10 juin 2017 face aux Diamondbacks de l'Arizona.

#### Padres de San Diego
En août 2022, il est échangé aux Padres de San Diego en échange de Taylor Rogers et trois autres prospects.